# Sissy Spacek (группа)
Sissy Spacek — американская нойз-группа, основанная в 1999 году в Лос-Анджелесе, в настоящее время состоящая из официальных участников Джона Визе и Чарли Маммы, а также нескольких соавторов, как прошлых, так и настоящих. С момента выпуска их одноименного дебютного альбома в 2001 году они выпустили значительный каталог, охватывающий жанры харш-нойз, нойзкор, грайндкор, свободную импровизацию и конкретную музыку. Ранние релизы состояли из коллажей ранее записанных демо и живых выступлений с интенсивным использованием монтажа нарезок. Многие работы были выпущены или переизданы на собственном лейбле Визе, Helicopter.
Среди бывших участников или коллаборационистов — Коридон Роннау, Джесси Джексон, Дэнни Макклейн, Сара Тейлор (Youth Code), Аарон Хемпхилл (Liars), Кевин Драмм, а также Merzbow, Smegma, Hijokaidan и The Haters.
Группа заняла четвертое место в статье LA Weekly 2015 года «20 лучших панк-групп в Лос-Анджелесе прямо сейчас».
В 2018 году группа гастролировала по США и Японии.

## Дискография
Альбомы
- Sissy Spacek (Helicopter/PACrec/A Dear Girl Called Wendy, 2001) - Italy
- Scissors (Helicopter/Misanthropic Agenda, 2002)
- Remote Whale Control (Helicopter/Misanthropic Agenda, 2003)
- Devils Cone And Palm (Helicopter/Misanthropic Agenda, 2006)
- French Record (Tape Room/Dual Plover, 2008) - Australia
- California Ax (Helicopter, 2008)
- Glass (Misanthropic Agenda, 2009)
- Gore Jet (Sweat Lung, 2009) - Australia
- 15-Tet Oakland (Misanthropic Agenda, 2010)
- Sepsis (Second Layer, 2010) - UK
- Dash/Anti-Clockwise (EET/Gilgongo/Helicopter, 2011)
- Rip (Gilgongo/Helicopter, 2011)
- Freaked With Jet (Gilgongo, 2011)
- Grisp (Gilgongo, 2011)
- Harm (Troniks, 2012)
- Wastrel Projection (Antropofago Ateo/Handmade Birds, 2012)
- Wreck (Phage Tapes, 2013)
- Harm 2 (Troniks, 2013)
- Billions And Billions (Chondritic Sound/Claimed Responsibility, 2013)
- Sissy Spacek/K2, (Helicopter, 2014)
- First Four (Helicopter, 2015)
- Brath, (Oxen, 2015)
- Basement-Spear (Claimed Responsibility, 2015)
- Duration Groups (Helicopter, 2016)
- Reversed Normalization, (Helicopter, 2016)
- Disfathom, (Helicopter, 2016)
- Slow Move (Troniks, 2017)
- L/L (Helicopter, 2018)
- Pitched Intervention (Helicopter/Bank Burner, 2018)
- Trash Staging, (New Forces, 2018)
- Blear (Tape Room/Gilgongo, 2018)
- Ways Of Confusion (Nuclear War Now! Productions, 2018)
- Formation (Daymare Recordings, 2018) - Japan
- Spirant (Daymare Recordings, 2018) - Japan
- Expanding Antiverse (Dotsmark, 2018) - Japan
- Multifactorial Dynamic Pathways (with The Haters, Helicopter, 2019)
- Entropic (with Hijokaidan, Helicopter, 2019)
- Ballast (with Smegma, Helicopter, 2019)
- Corpus (Helicopter, 2020)
- Prismatic Parameter (Helicopter, 2020)
- Featureless Thermal Equilibrium (Helicopter, 2020)
- Electric Field in Parallel (Helicopter, 2022)
- BMW (Helicopter, 2022)
- Radio Format (Helicopter, 2022)
- Tempo Scalato (Helicopter, 2022)
- Reslayer (Helicopter, 2022)
- Mechanical Abstraction (Helicopter, 2023)
- Threshold (Helicopter, 2023)
- Live in Hong Kong (Helicopter, 2023)
- Cosm (Helicopter, 2024)
- Coronado (with Merzbow, Helicopter, 2024)
- Benigemony Asiniscrepancy (Helicopter, 2024)
- Bolero Shield (Helicopter, 2024)